# Chancelier fédéral d'Allemagne
Pour les articles homonymes, voir Chancelier fédéral.
Le chancelier fédéral (en allemand : Bundeskanzler ) est le chef du gouvernement de la République fédérale d’Allemagne.
Il est élu par le Bundestag et dirige l’action du gouvernement fédéral. Point central du pouvoir exécutif, il dispose de pouvoirs étendus au sein du système politique, à tel point que Konrad Adenauer, premier chancelier, parlait d’une « démocratie du chancelier » (Kanzlerdemokratie).
De 2005 à 2021, la chancelière fédérale (Bundeskanzlerin) Angela Merkel était la première femme à exercer cette fonction.
Depuis le 6 mai 2025, le chancelier fédéral est Friedrich Merz.

## Conditions d'exercice du mandat

### Élection
En application de l’article 63 de la Loi fondamentale, le chancelier fédéral est élu par le Bundestag sur proposition du président fédéral. Une élection a lieu au moins tous les quatre ans, car les pouvoirs d’un chancelier expirent en même temps que ceux du Bundestag qui l’a élu (article 69) ; et, évidemment, lorsqu’un chancelier démissionne ou décède.
Il doit réunir sur son nom la majorité absolue des voix des membres du Bundestag, cela afin que son pouvoir procède effectivement du pouvoir législatif et non du chef de l’État. Dans la pratique, le chancelier est choisi par le parti majoritaire, ou le premier parti de la coalition majoritaire.

### Entrée en fonction
Lors de leur prise de fonction, le chancelier fédéral et les ministres fédéraux prêtent devant le Bundestag le même serment que celui prévu à l’article 56 de la Loi fondamentale pour le cas du président fédéral : 
« Je jure de consacrer mes forces au bien du peuple allemand, d’accroître ce qui lui est profitable, d’écarter de lui tout dommage, de respecter et défendre la Loi fondamentale et les lois de la fédération, de remplir mes devoirs avec conscience et d’être juste envers tous. Que Dieu me vienne en aide ! »
 La dernière phrase peut être omise ; Gerhard Schröder et Olaf Scholz sont les seuls à ne pas l’avoir prononcée,.

### Motion de censure
La procédure par laquelle le Bundestag peut forcer le chancelier fédéral à la démission est une motion de défiance constructive : il ne peut simplement voter une motion de défiance contre lui, mais doit, simultanément, désigner son successeur et inviter le président fédéral à le nommer chancelier (art. 67). Il ne peut ainsi être renversé par une majorité négative, c’est-à-dire s’il a contre lui une majorité des députés même de tendances opposées, mais par une majorité positive, s’accordant sur le nom de son successeur.

### Renouvellement de la confiance
En application de l’article 68 de la Loi fondamentale, le chancelier fédéral peut également demander au Bundestag une motion de confiance, que ce soit à l’occasion du vote d’un texte ou pour un vote propre. Si elle est rejetée, il ne doit pas forcément démissionner, néanmoins, le président fédéral peut, sur proposition du chancelier, dissoudre le Bundestag et convoquer des élections anticipées.

### Intérim
L’intérim des fonctions du chancelier fédéral est assuré, à la demande du président fédéral, soit par le chancelier sortant, soit par un ministre fédéral. Un intérim est nécessaire lorsque le chancelier démissionne, est dans l’incapacité d’exercer ses fonctions, décède, ou lorsque ses pouvoirs arrivent à expiration en même temps que ceux du Bundestag qui l’a élu. Cette tâche a toujours été accomplie par le chancelier sortant, sauf en 1974, lorsque le vice-chancelier Walter Scheel a dû assurer l’intérim du 7 au 16 mai, à la suite du refus de Willy Brandt de rester en poste après sa démission.

## Fonctions, protocole et moyens
Selon la Loi fondamentale, c'est le chancelier fédéral qui « fixe les grandes orientations de la politique et en assume la
responsabilité ».
Bien qu’il soit de facto la personnalité politique la plus puissante d’Allemagne, il n'est que troisième dans l’ordre protocolaire, après le président fédéral, chef de l’État, et le président du Bundestag.

### Titre
Le terme Kanzler vient, comme le français chancelier, du latin cancellarius. Le terme était utilisé à l’époque du Saint Empire.
Son utilisation pour le chef du gouvernement vient de la Confédération d’Allemagne du Nord, qui exista de 1867 à 1871 et au sein de laquelle Otto von Bismarck porta le titre de chancelier fédéral (Bundeskanzler) ; après la fondation de l’Empire allemand, il prit le titre de chancelier impérial (Reichskanzler). Le même titre, alors traduisible par chancelier du Reich, fut maintenu par la république de Weimar, puis par le Troisième Reich dans le titre de Hitler, Führer und Reichskanzler. La République fédérale adopta le titre de chancelier fédéral en 1949. Il ne fut pas utilisé par la République démocratique allemande (avec un président du Conseil des ministres, Vorsitzender des Ministerrats), ni les Länder de l’Ouest (avec généralement un ministre-président, Ministerpräsident).
En 2005, lorsqu’Angela Merkel est devenue la première femme à exercer cette fonction, la question s’est posée du titre qu’elle devait utiliser, car la Loi fondamentale ne mentionne que « le chancelier fédéral » (« der Bundeskanzler »). La langue allemande aurait permis d’utiliser la forme masculine (même dans « Frau Bundeskanzler », « Madame le chancelier fédéral »), car c’est un « masculin générique », c’est-à-dire un mot, de genre grammatical masculin, désignant une personne sans préjuger de son genre.
Angela Merkel a cependant choisi d’utiliser officiellement le titre de chancelière fédérale (Bundeskanzlerin), suivie en cela par l’ensemble de la classe politique et des médias. Le titre reste cependant masculin dans le terme Bundeskanzleramt (chancellerie fédérale, littéralement « bureau du chancelier fédéral »). Lars Heitmüller, un étudiant qui avait réservé le nom de domaine www.bundeskanzlerin.de dès 1998, l’a transféré au gouvernement fédéral. Le 16 décembre 2005, Bundeskanzlerin a été choisi comme mot de l’année par la Société de la langue allemande, en raison des questions sociales et linguistiques qu’il soulève et au motif qu’il n’aurait probablement pas été employé si une femme avait accédé à la chancellerie quelques années auparavant.

### Salaire
Le chancelier reçoit un salaire de base qui correspond selon l'article 11 de la loi des ministres fédéraux à une valeur 5/3 plus élevée que celle d'un fonctionnaire du groupe B11. La somme s'élève alors à environ 226 000 euros par an.

## Administrations
La chancellerie fédérale (Bundeskanzleramt) rassemble les services administratifs du chef de gouvernement.
L’office de presse et d’information du Gouvernement fédéral (Presse- und Informationsamt der Bundesregierung ou Bundespresseamt), bien que placé sous la responsabilité directe du chancelier, ne fait pas partie de la chancellerie fédérale.
La tutelle du Service fédéral de renseignement (Bundesnachrichtendienst, BND) entre également dans les compétences du chancelier fédéral ; sa dotation budgétaire fait ainsi partie de celle de la chancellerie, sans toutefois être détaillée. Le chancelier dispose d’une information précise en politique étrangère et militaire – mais pas d’une information intérieure, car le BND n’a pas le droit d’opérer sur le territoire allemand.

## Bureaux

### À Bonn
Le premier bâtiment qui accueille la chancellerie fédérale à Bonn est le palais Schaumburg. Bâtiment construit entre 1858 et 1860, il accueille les services attachés au chancelier à partir de 1949. Deux immeubles lui sont ensuite adjoints.
En 1969, le premier gouvernement de Willy Brandt passe commande d'un nouveau complexe pour héberger la chancellerie, en raison de l’exiguïté du palais. Cette nouvelle chancellerie sort de terre juste au sud du palais Schaumburg entre 1973 et 1976. La sculpture Large Two Forms d'Henry Moore, installée en 1979, symbolise la coexistence des deux États allemands et est l’élément visuel le plus remarquable du nouveau bâtiment. Helmut Schmidt, au pouvoir entre 1974 à 1982 et amateur d’art, y fait installer de nombreux tableaux modernes.

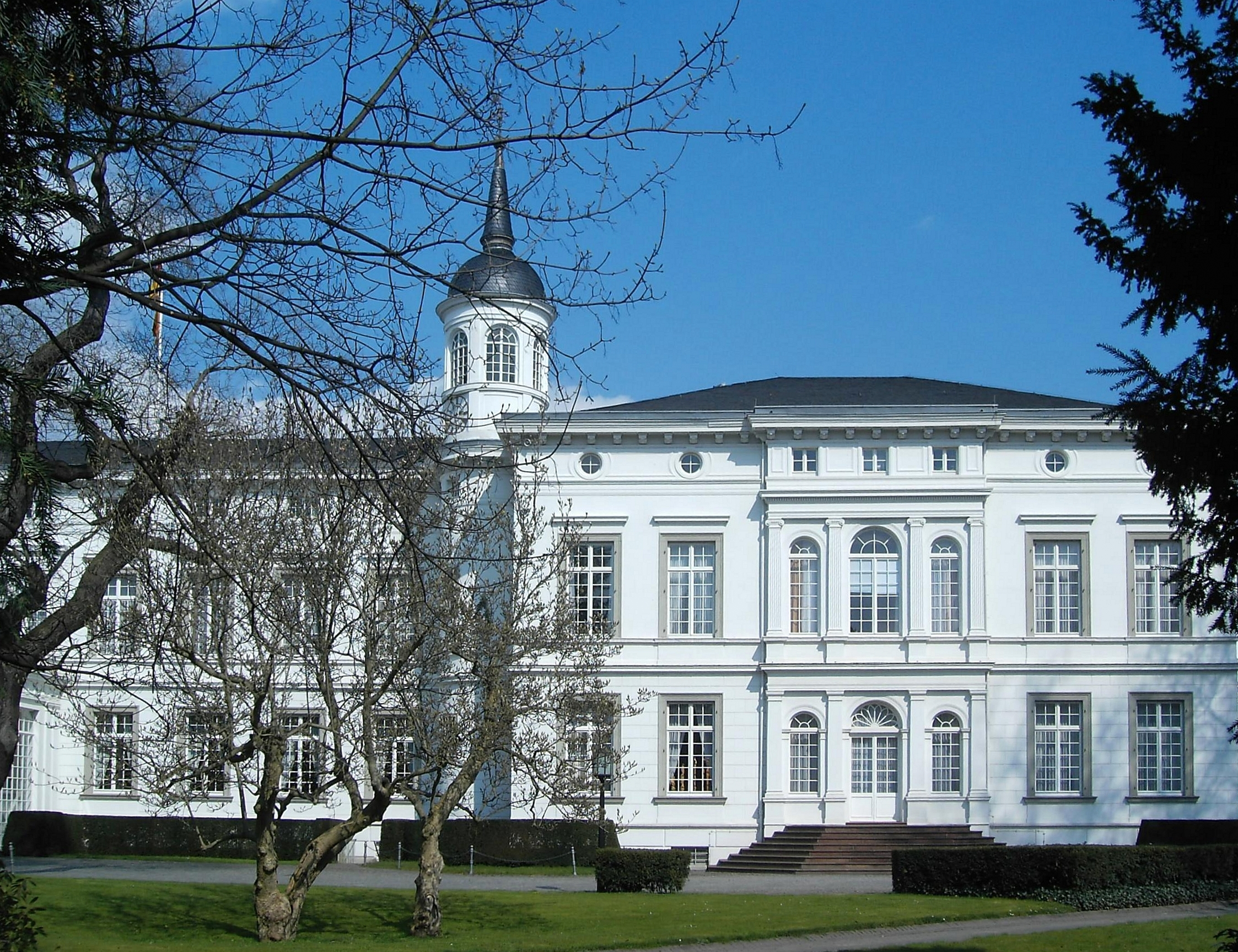
Le palais Schaumburg.
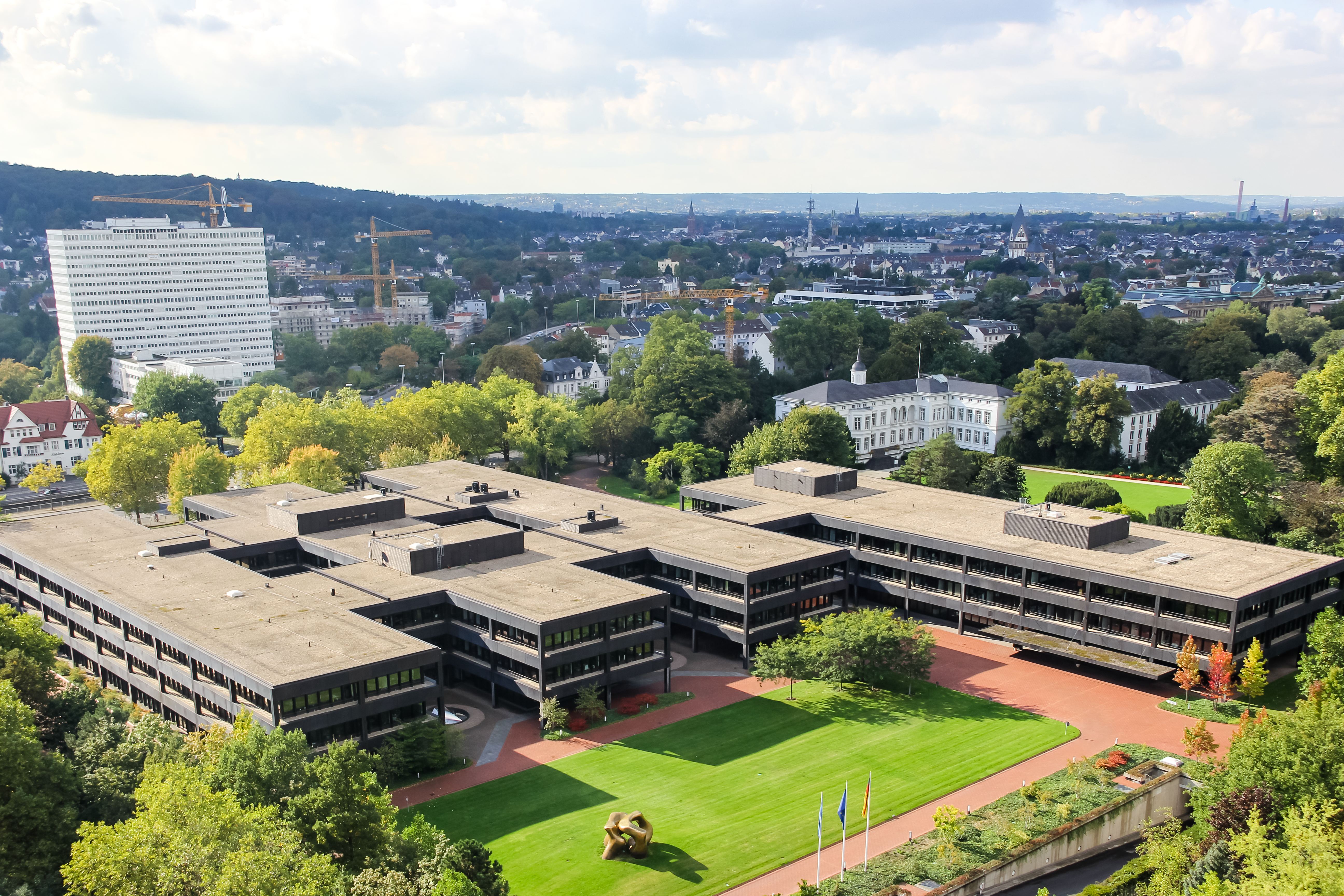
La nouvelle chancellerie.

### À Berlin
Les services du chancelier déménagent pour Berlin, nouvelle capitale fédérale, en 1999, mais le bâtiment qui doit les accueillir — approuvé quatre ans plus tôt par Helmut Kohl — n'est pas encore achevé. Ils siègent alors pendant deux ans au Staatsratsgebäude, l’ancien bâtiment du Conseil d’État, organe suprême de la République démocratique allemande ; les fresques de l’État socialiste offrent un décor étonnant pour le promoteur du « nouveau centre ».
La nouvelle chancellerie fédérale est implantée face au palais du Reichstag, qui accueille le Bundestag, pour souligner la nature parlementaire de la République fédérale. C’est l’un des bâtiments gouvernementaux les plus grands du monde, avec 12 000 m2 répartis sur sept étages, soit huit fois la Maison-Blanche. Il est d'abord surnommé le « Kohlosseum », en référence à ses vastes proportions et à celles d’Helmut Kohl, puis « la machine à laver » (« die Waschmaschine »), en raison du vaste espace vitré au centre de la façade. Le château de Meseberg, à 70 km au nord de Berlin, est à la disposition du chancelier et utilisé pour des réunions du cabinet et pour des visites d'État.

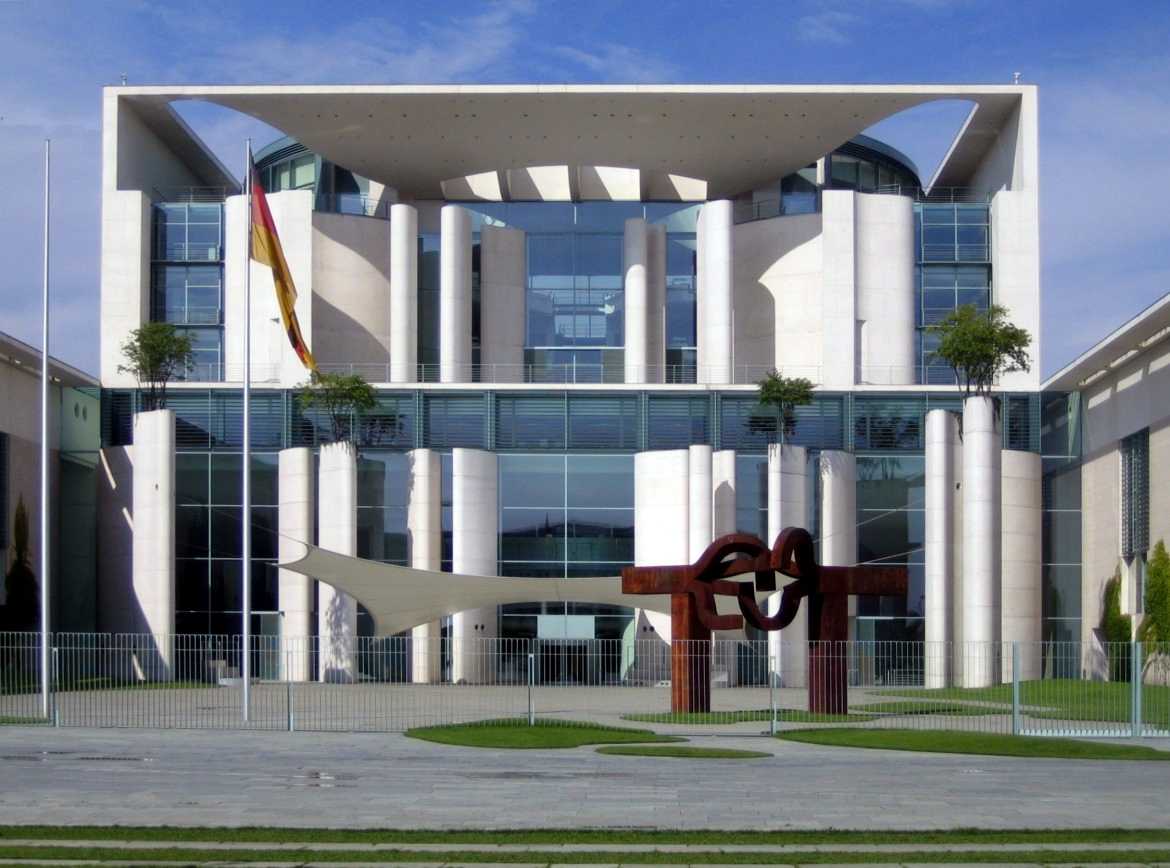
La chancellerie fédérale.
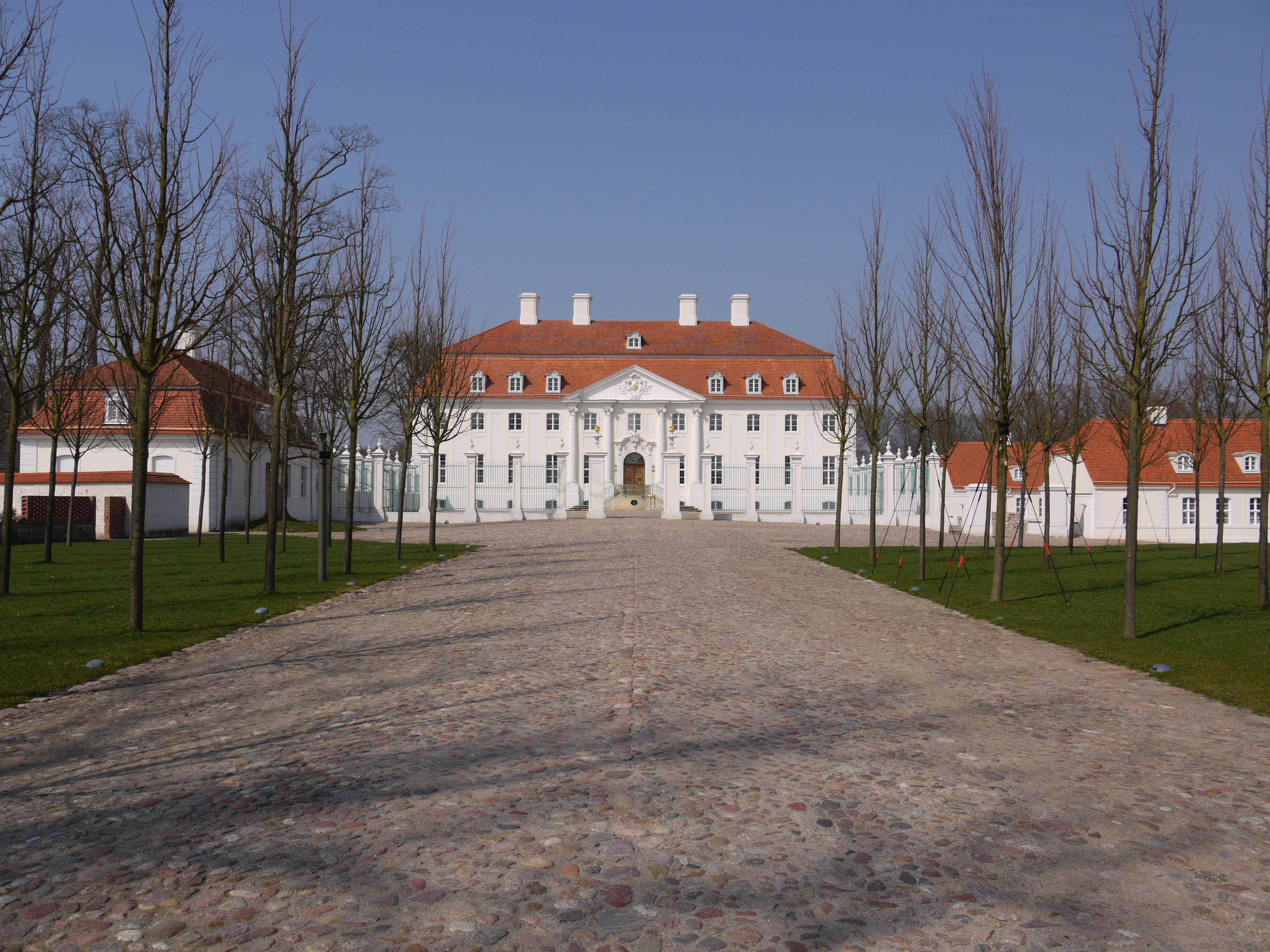
Le château de Meseberg.

## Résidence

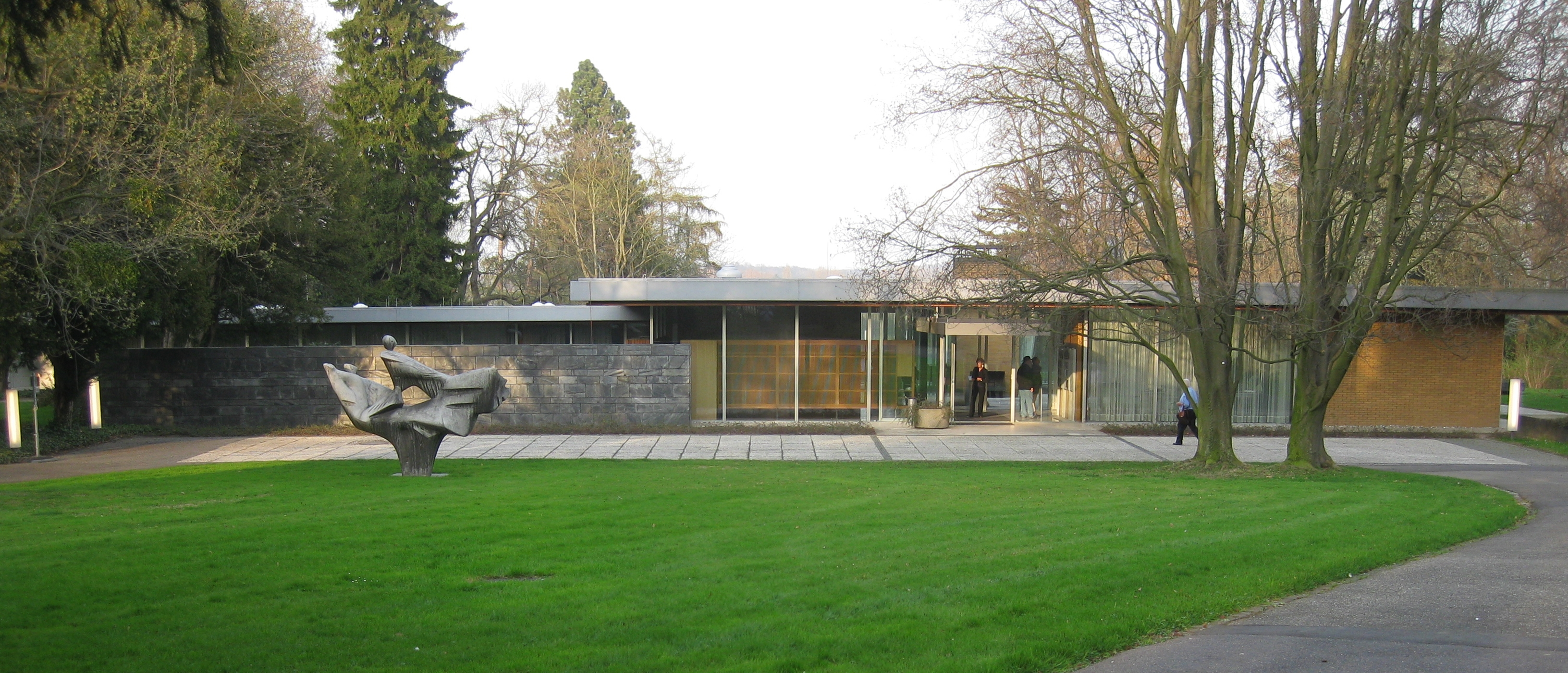
Le Kanzlerbungalow est le seul bâtiment spécialement dédié au logement du chancelier.

Le premier chancelier ouest-allemand, Konrad Adenauer, n'avait pas de logement officiel. Peu avant de lui succéder, Ludwig Erhard a fait construire dans le parc du palais Schaumburg le Kanzlerbungalow, selon les principes de l'architecture moderne. Willy Brandt s'en sert comme un espace de réception et représentation, tandis que Gerhard Schröder en laisse l'usage à Kohl, en attendant le transfert à Berlin. Les autres chefs de l'exécutif fédéral l'ont en revanche occupé.
Depuis 2001, le chancelier bénéficie d'un appartement de fonction au sommet du bâtiment de la chancellerie, mais ni Schröder ni Angela Merkel ne s'y sont installés.

## Liste des chanceliers fédéraux
Le premier chancelier fédéral, Konrad Adenauer, est entré en fonction le 15 septembre 1949. Il y a eu dix chanceliers fédéraux, dont six issus de l’Union chrétienne-démocrate et quatre du Parti social-démocrate.

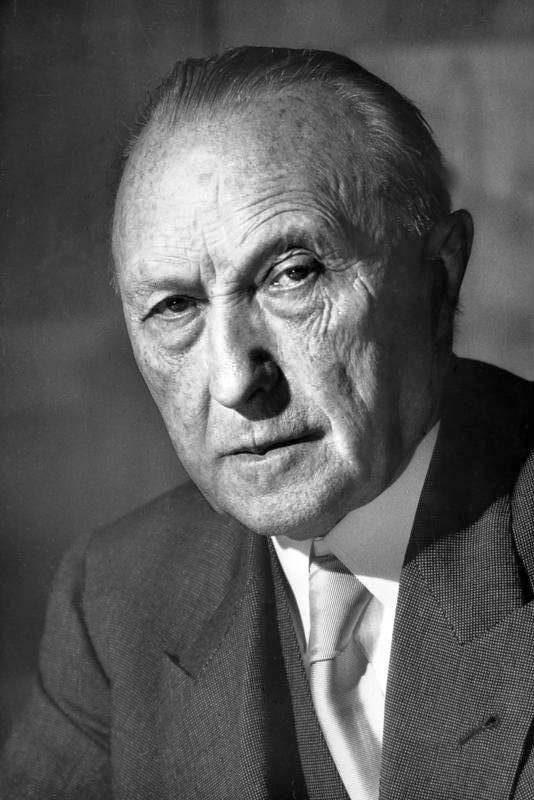
Konrad Adenauer (1949-1963)
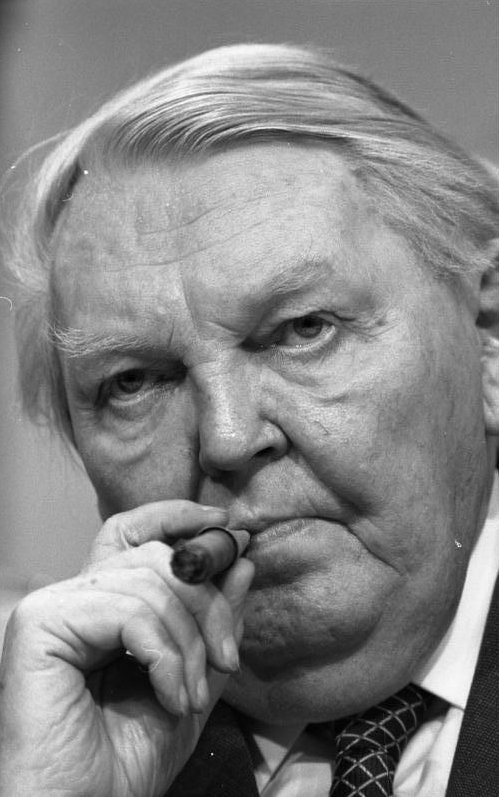
Ludwig Erhard (1963-1966)
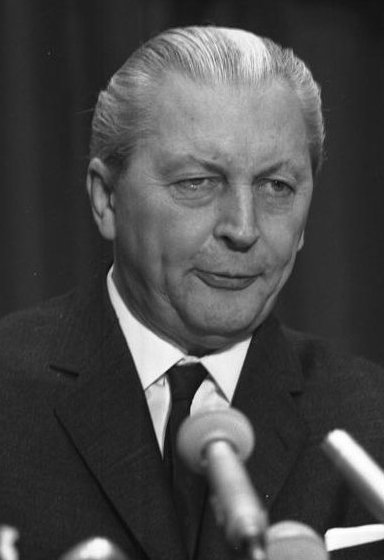
Kurt Georg Kiesinger (1966-1969)
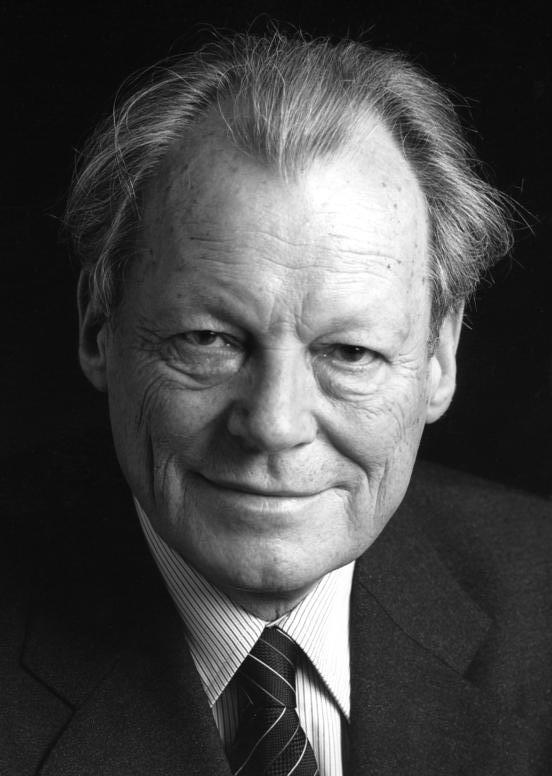
Willy Brandt (1969-1974)
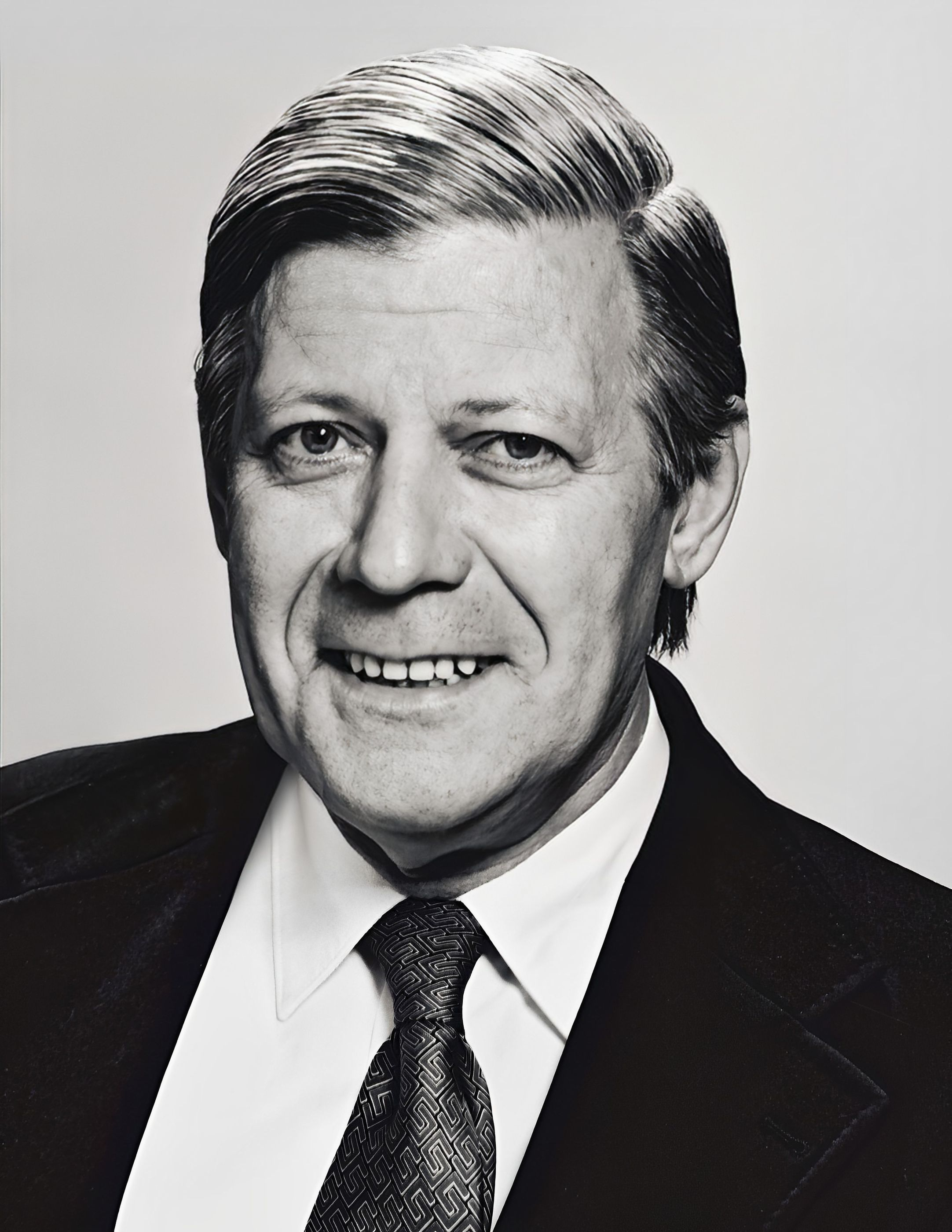
Helmut Schmidt (1974-1982)
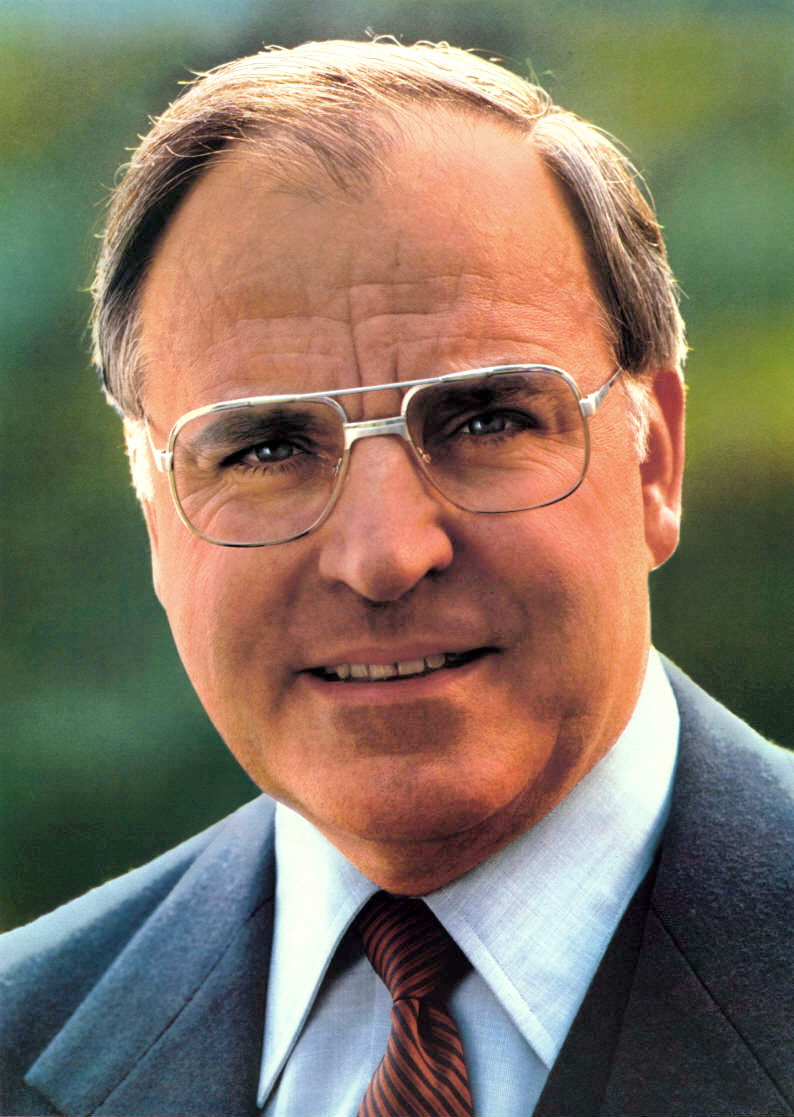
Helmut Kohl (1982-1998)
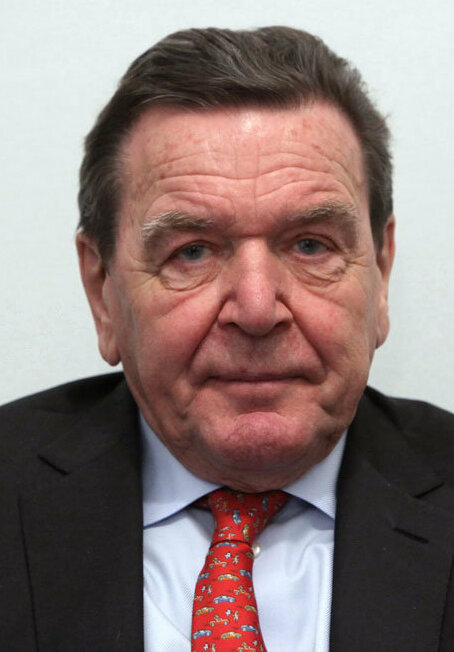
Gerhard Schröder (1998-2005)
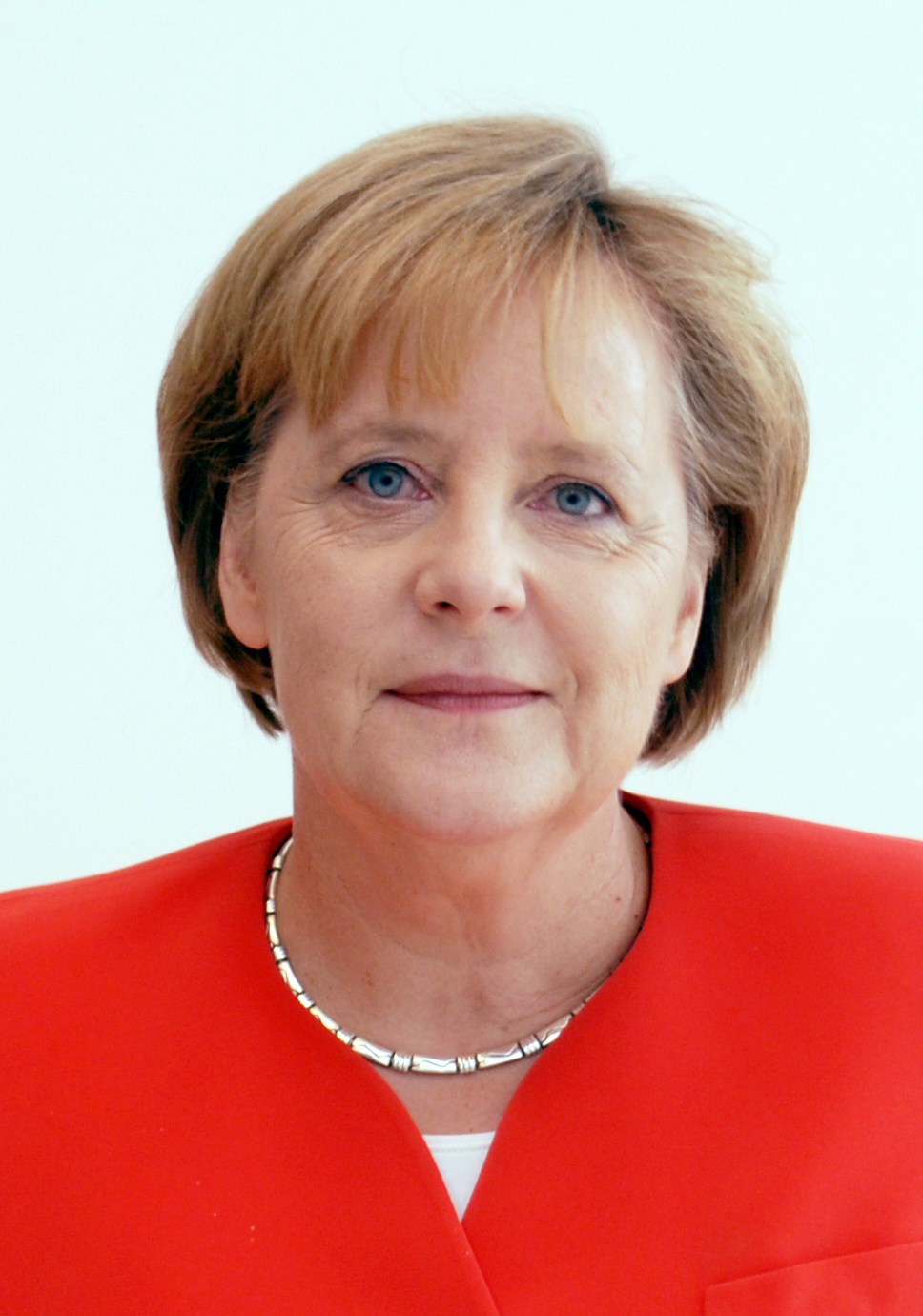
Angela Merkel (2005-2021)
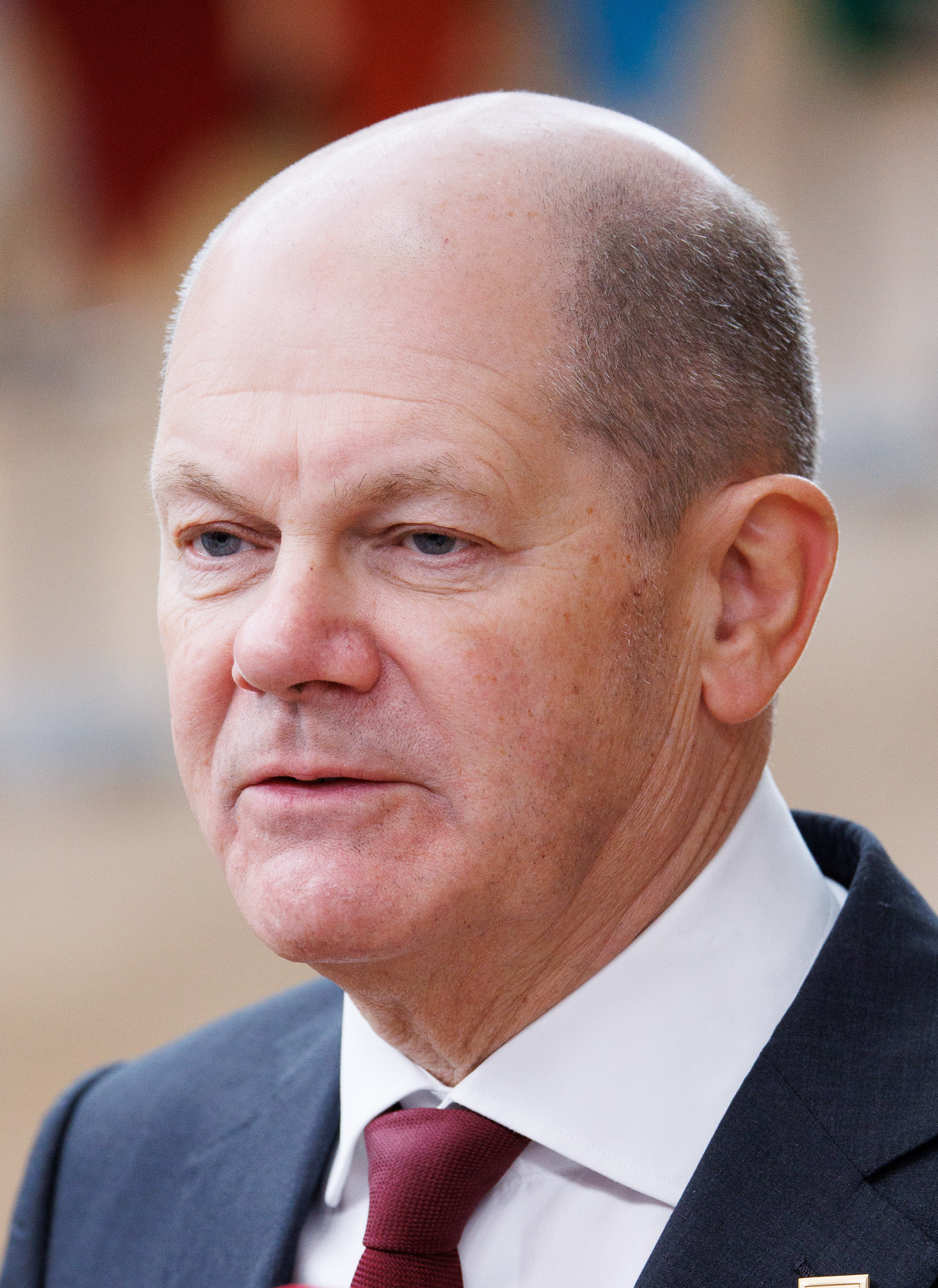
Olaf Scholz (2021-2025)
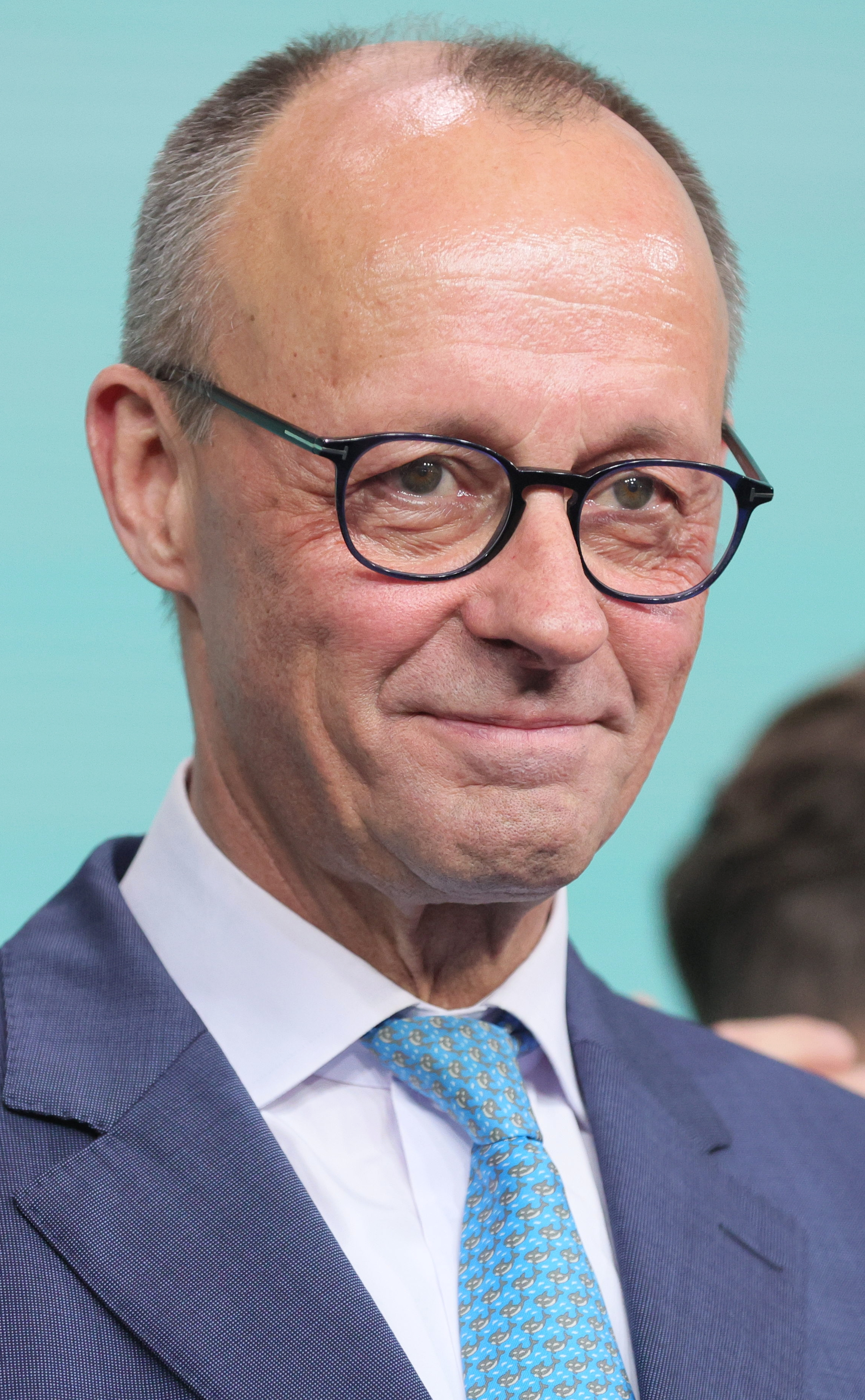
Friedrich Merz (depuis 2025)

## Dans la fiction
- Dans le film La Chute de Londres (2016), Agnes Bruckner (jouée par Nancy Baldwin) est la chancelière allemande.
- Dans la série Baron noir, la villa Cavrois sert pour représenter la chancellerie fédérale.